# Protearomyia mallochi
Protearomyia mallochi är en tvåvingeart som beskrevs av Mcalpine 1983. Protearomyia mallochi ingår i släktet Protearomyia och familjen stjärtflugor. Inga underarter finns listade i Catalogue of Life.